# Six Flying Dragons
Six Flying Dragons (Hangul: 육룡이 나르샤; RR: Yukryong-i Nareusya) é uma telenovela sul-coreana estrelada por Kim Myung-min, Yoo Ah-in, Shin Se-kyung, Byun Yo-han, Yoon Kyun-sang e Chun Ho-jin. Iniciou sua transmissão em 5 de outubro de 2015 através da SBS e, como parte de um especial do 25º aniversário da rede de televisão, teve 50 episódios. A série foi finalizada em 22 de março de 2016.

## Título
O título original da série está em coreano antigo, nareushya é uma palavra puramente coreana que significa nara oreuda (날아 오르다), ou "subir até o céu" em coreano moderno. Portanto, a tradução literal seria "seis dragões voando para o céu" (여섯 마리의 용이 날아오르셔서).

## Enredo
Six Flying Dragons retrata o conflito político e ideológico entre o Príncipe Yi Bang-won (mais tarde Rei Taejong) e Jeong Do-jeon, erudito que ajudou Yi Seong-gye (Rei Taejo), pai de Yi Bang-won, a estabelecer a incipiente nação de Joseon. Jeong Do-jeon deseja um país governado por ministros, com o intuito de decentralizar o poder, enquanto Yi Bang-won quer o poder absoluto concentrado e em sua posse.

## Elenco

### Personagens principais
- Kim Myung-min como Sambong, Jeong Do-jeon
- Yoo Ah-in como Yi Bang-won, mais tarde Rei Taejong
  - Nam Da-reum como Bang-won (criança)
- Shin Se-kyung como Boon-yi
  - Lee Re como Boon-yi (criança)
  - Yoon Yoo-sun como Boon-yi (idosa)
- Byun Yo-han como Ddang-sae, mais tarde Lee Bang-Ji
  - Yoon Chan-young como Ddang-sae (criança)
- Yoon Kyun-sang como Moo-hyul
  - Baek Seung-hwan como Moo-hyul (criança)
- Chun Ho-jin como Yi Seong-gye, Rei Taejo

### Personagens secundários
- Jeong Yu-mi[7] como Yeon-hee / Jailsek
  - Park Si-eun como Yeon-hee (criança)
- Lee Ji-hoon como Heo Kang / Yi Shin-Jeok
- Yoon Son-ha como Cho-young
- Lee Cho-hee como Gap-boon
  - Kwak Ji-hye como Gap-boon (criança)
- Park Hyuk-kwon como Gil Tae-mi / Gil Sun-mi
- Park Sung-hoon como Gil Yoo
- Seo Yi-sook como Myo-sang
- Park Hae-soo como Yi Ji-ran
- Min Sung-wook como Jo Young-kyu
- Seo Dong-won como Yi Bang-gwa, Rei Jeongjong
- Lee Jun-hyeok como Hong Dae-hong
- Choi Jong-won como Lee In-gyeom
- Jeon No-min como Hong In-bang
- Han Sang-jin como Monk Jukryong
- Han Ye-ri como Yoon Lang / Cheok Sa Gwang
- Kim Ha-kyun como Baek Yoon
- Heo Joon-seok como Dae-geun
- Kim Eui-sung como Jeong Mong-ju
- Lee Seung-hyo como Yi Bang-woo
- Gong Seung-yeon como Min Da-kyung, Rainha Wongyeong
- Kim Hee-jung como Madame Kang
- Jo Hee-bong como Ha Ryun
- Jo Young-jin como Min Je
- Ahn Suk-hwan como Professor Yooksan
- Jeon Guk-hwan como Choe Yeong
- Choi Jong-hwan como Jo Min-soo
- Kim Sang-woo como Yi Bang-gan (criança)
- Jung Jae-min como Yi Bang-ui (criança)
- Ahn Gil-kang como Jo So-saeng
- Lee Myeong-Haeng como Jo Joon
- Yoon Seo-hyun como Woo Hak-joo
- Jung Moon-sung como Han Goo-young
- Seo Hyun-chul como Jang Sam-bong
- Jeon Mi-seon como Yeon Hyang
- Jung Doo-hong como Hong Ryun

## Prêmios e indicações
| Ano  | Prêmio               | Categoria                                       | Recipiente                    | Resultado |
| ---- | -------------------- | ----------------------------------------------- | ----------------------------- | --------- |
| 2015 | APAN Star Awards     | Best Young Actor                                | Nam Da-reum                   | Venceu    |
| 2015 | SBS Drama Awards     | Grand Prize (Daesang)                           | Yoo Ah-in                     | Indicado  |
| 2015 | SBS Drama Awards     | Top Excellence Award, Actor in a Serial Drama   | Yoo Ah-in                     | Venceu    |
| 2015 | SBS Drama Awards     | Top Excellence Award, Actor in a Serial Drama   | Kim Myung-min                 | Indicado  |
| 2015 | SBS Drama Awards     | Top Excellence Award, Actor in a Serial Drama   | Cheon Ho-jin                  | Indicado  |
| 2015 | SBS Drama Awards     | Top Excellence Award, Actress in a Serial Drama | Yoon Son-ha                   | Indicado  |
| 2015 | SBS Drama Awards     | Excellence Award, Actor in a Serial Drama       | Byun Yo-han                   | Venceu    |
| 2015 | SBS Drama Awards     | Excellence Award, Actor in a Serial Drama       | Choi Jong-won                 | Indicado  |
| 2015 | SBS Drama Awards     | Excellence Award, Actress in a Serial Drama     | Shin Se-kyung                 | Venceu    |
| 2015 | SBS Drama Awards     | Special Award, Actor in a Serial Drama          | Park Hyuk-kwon                | Venceu    |
| 2015 | SBS Drama Awards     | Special Award, Actor in a Serial Drama          | Jeon No-min                   | Indicado  |
| 2015 | SBS Drama Awards     | Special Award, Actress in a Serial Drama        | Jeong Yu-mi                   | Indicado  |
| 2015 | SBS Drama Awards     | Top 10 Stars                                    | Yoo Ah-in                     | Venceu    |
| 2015 | SBS Drama Awards     | Top 10 Stars                                    | Shin Se-kyung                 | Venceu    |
| 2015 | SBS Drama Awards     | Netizen Popularity Award                        | Yoo Ah-in                     | Indicado  |
| 2015 | SBS Drama Awards     | Netizen Popularity Award                        | Shin Se-kyung                 | Indicado  |
| 2015 | SBS Drama Awards     | Best Couple Award                               | Yoo Ah-in Shin Se-kyung       | Venceu    |
| 2015 | SBS Drama Awards     | Producer's Award                                | Yoo Ah-in                     | Indicado  |
| 2015 | SBS Drama Awards     | New Star Award                                  | Gong Seung-yeon               | Venceu    |
| 2015 | SBS Drama Awards     | New Star Award                                  | Byun Yo-han                   | Venceu    |
| 2015 | SBS Drama Awards     | New Star Award                                  | Yoon Kyun-sang                | Venceu    |
| 2016 | Baeksang Arts Awards | Best Drama                                      | Six Flying Dragons            | Indicado  |
| 2016 | Baeksang Arts Awards | Best Director (TV)                              | Shin Kyung-soo                | Indicado  |
| 2016 | Baeksang Arts Awards | Best Actor (TV)                                 | Yoo Ah-in                     | Venceu    |
| 2016 | Baeksang Arts Awards | Best New Actor (TV)                             | Byun Yo-han                   | Indicado  |
| 2016 | Baeksang Arts Awards | Best Scripwriter (TV)                           | Kim Young-hyun Park Sang-yeon | Indicado  |
| 2016 | Baeksang Arts Awards | Most Popular Actor (TV)                         | Yoo Ah-in                     | Indicado  |
| 2016 | Baeksang Arts Awards | Most Popular Actor (TV)                         | Byun Yo-han                   | Indicado  |
| 2016 | Baeksang Arts Awards | Most Popular Actress (TV)                       | Shin Se-kyung                 | Indicado  |